# Formica obscuripes
Formica obscuripes ist eine in Teilen Nordamerikas beheimatete vergleichsweise große Ameisenart. Sie gehört der Gattung Waldameisen (Formica) in der Unterfamilie Schuppenameisen (Formicinae) an.

## Merkmale
Die langgestreckten Eier sind etwa 0,6 Millimeter lang und haben einen Durchmesser von 0,3 Millimetern. Die beinlosen, weißen Larven erreichen eine Länge von 6 Millimetern. Die Puppen der Arbeiterinnen haben Längen von 3,5 bis 7 Millimetern, während die der Königinnen und Männchen 9 Millimeter Länge erreichen.
Die Arbeiterinnen existieren in zwei, möglicherweise drei Morphen unterschiedlicher Größe. Die großen Arbeiterinnen haben eine Körperlänge von 6 Millimetern oder mehr. Ihr Kopf und Thorax sind orangerot, das Abdomen schwarz. Da ihnen vorrangig der Transport von Honigtau zwischen den sekundären und dem primären Nestern obliegt, haben sie einen größeren „sozialen Magen“. Die kleine und die mittlere Morphe sind insgesamt schwarz.

## Verbreitung und Lebensraum
Das Verbreitungsgebiet von Formica obscuripes zieht sich vom nördlichen Indiana und Michigan im Osten über den Süden Kanadas und den Norden der Vereinigten Staaten bis nach British Columbia und Oregon. Südwärts erstreckt es sich über Utah, Colorado und dem nördlichen New Mexico bis nach Kalifornien. In diesem Bereich werden die Nester in unterschiedlichen Lebensraumtypen errichtet, lichte Kiefernwälder, Grasland und Steppen, die von Beständen des Wüsten-Beifuß und anderer Arten der Gattung Artemisia geprägt sind.

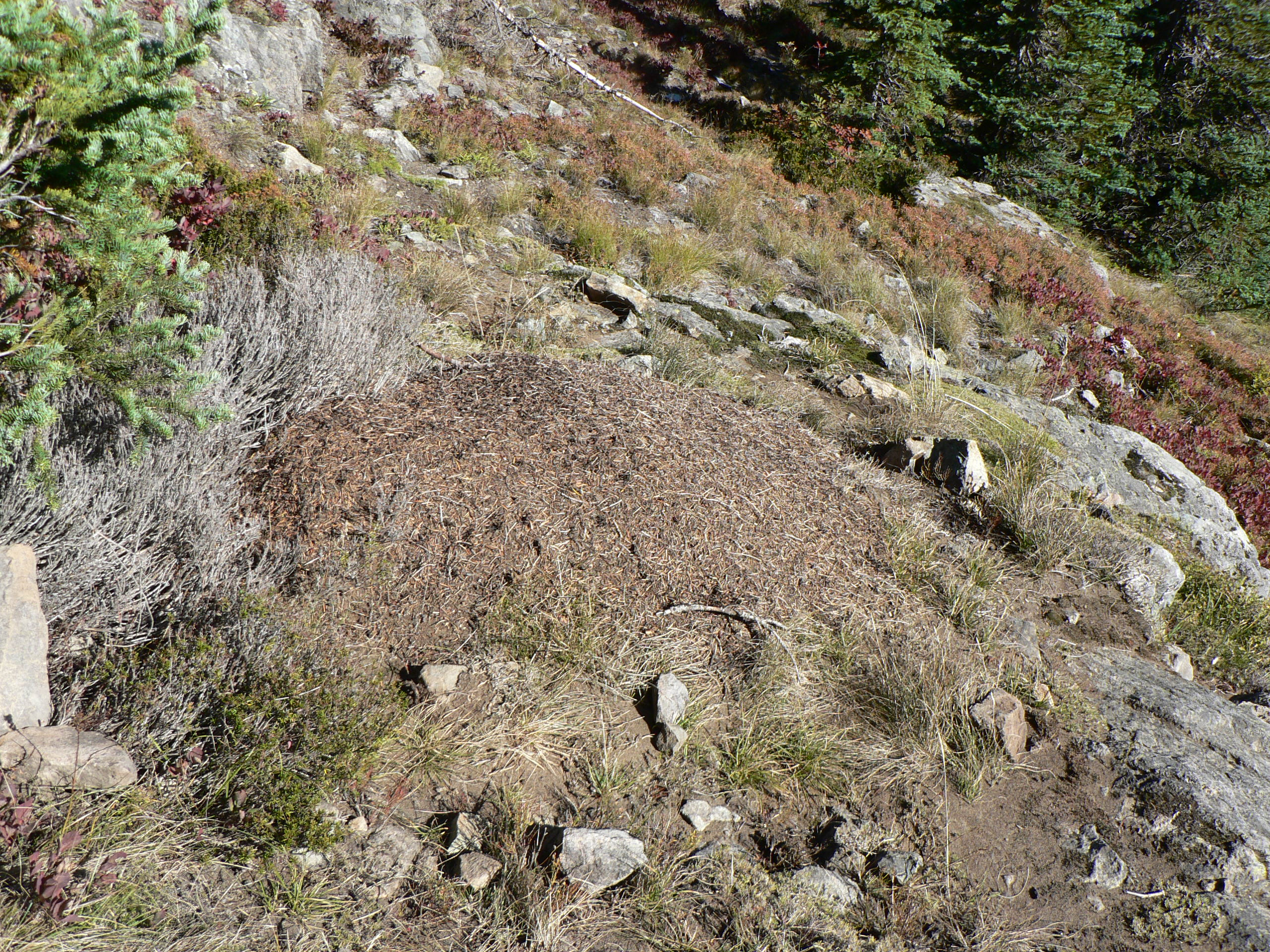
Hügelnest mit Streukuppel von Formica obscuripes, Alpine Lakes Wilderness, Washington

## Nestbau
Die Hügelnester mit Streukuppeln werden mit kleinen, trockenen Stücken von Pflanzen bedeckt. Dabei wird das im jeweiligen Habitat reich verfügbare Material verwendet, wie Kiefernnadeln und Zweige in Kiefernwäldern, oder Stängel des Wüsten-Beifuß oder Grashalme in Steppen oder auf Grasland. Häufig sind die Hügelnester von einem Ring unbewachsenen sandigen Bodens umgeben. Das Volumen der Hügelnester kann in Abhängigkeit vom Alter einer Kolonie und dem besiedelten Habitat stark schwanken. Typisch ist eine Höhe von einem halben Meter über dem Erdboden und ein Durchmesser von einem bis eineinhalb Metern. Die Brutkammer reicht meist in eine Tiefe von einem Meter oder mehr, während die deckende Streuschicht dreißig Zentimeter oder weniger stark ist. Für Formica obscuripes ist charakteristisch, dass vom Hügelnest aus leicht ausgegrabene, teilweise überdeckte und fast gerade verlaufende Ameisengänge zu den in der Nähe befindlichen Futterplätzen in Bäumen oder anderen Pflanzen führen. Formica obscuripes gilt wegen der Auflockerung und Durchmischung des Bodens als nützliches Insekt. Darüber hinaus frisst sie verschiedene Forstschädlinge, darunter den wirtschaftlich bedeutenden Western Spruce Budworm (Choristoneura freemani).
Es scheint, dass die Kolonien von Formica obscuripes untereinander einen Mindestabstand einhalten müssen. Wenn er unterschritten wird, oder der Standort eines Hügelnests aus anderen Gründen nicht mehr geeignet ist, kommt es zu ihrer Verlegung. Dabei werden die Baumaterialien und sämtliche Ameisen eines Nesthügels über eine einzige breite Ameisenstraße zum neuen Sandort gebracht. In einem dokumentierten Fall war dieser Prozess nach zwei Wochen abgeschlossen.

## Lebensweise
Der Lebenszyklus von Formica obscuripes umfasst eine vollständige Metamorphose (Holometabolie), vom Ei über die Larve und Puppe zum Imago. Im Ameisennest wird die Brutpflege und die Versorgung der Königinnen von der kleinen und der mittleren Morphe der Arbeiterinnen übernommen, wobei die kleinen Arbeiterinnen weitgehend auf das Hauptnest beschränkt sind. Die große Morphe ist mit der Beschaffung und dem Transport von Nahrung und mit dem Bau und der Instandhaltung der Nester befasst. Nötigenfalls können aber alle Tätigkeiten in der Kolonie von allen Arbeiterinnen ausgeübt werden.
Während der kalten Monate des Jahres ziehen sich die adulten Ameisen zur Überwinterung in den unterirdischen Bereich des Nests zurück.

### Fortpflanzung
Neben den bis zu 35.000 oder 40.000 adulten Arbeiterinnen leben in den Kolonien wenige weibliche und männliche Ameisen. Die Anzahl der Königinnen in einer Kolonie kann schwanken, üblicherweise sind es zwei oder mehr. Sie leben mehrere Jahre und nach ihrem Tod geht die von ihnen begründete Kolonie binnen weniger Monate zugrunde. Zwischen Mai und August jeden Jahres, abhängig vom Klima, erscheinen auf den Hügelnestern geflügelte Königinnen und Männchen.
Im Rahmen einer 18 Jahre währenden Langzeitstudie in einem Naturschutzgebiet in Michigan untersuchte Mary Talbot von der University of Michigan das Fortpflanzungsverhalten mehrerer Kolonien von Formica obscuripes. In diesem Zeitraum wurden an 69 Tagen Flüge beobachtet, durchweg mit dem ersten Ausflug Anfang Juni und in einem Fall mit dem letzten Ausflug am 1. Juli. Nicht in allen Jahren fanden Flüge statt. Dabei schwankten Beginn und Ende der Flugzeiten und die Zahl der Flüge von Kolonie zu Kolonie beträchtlich. Allgemein setzten die Ausflüge in Kolonien im Schatten von Bäumen und an Westhängen später und mit weniger Flugtagen als in Kolonien an Osthängen ein. Bereits bei etwa 17 °C erschienen auf den Hügelnestern die ersten geflügelten Ameisen. Zwischen 19 und 22 °C erklommen sie Gräser und ab einer Temperatur von 20,5 °C begonnen die Ausflüge. Die maximale Flugaktivität fand bei Temperaturen zwischen 23 und 24,5 °C statt, bei über 27 °C wurden die Flüge eingestellt. Während der Flugperiode fanden an allen Tagen Ausflüge statt, sofern noch geflügelte Tiere im Hügelnest waren und nicht Regen, starker Wind oder ein bedeckter Himmel die Ausflüge verhinderten.
Die ausgeflogenen Ameisen mehrerer Kolonien fanden sich binnen weniger Minuten nach dem Abflug als Schwarm auf einer annähernd ortsfesten Fläche von 15 × 15 bis 35 × 45 Metern zusammen, wo die Paarungen stattfanden. Die Königinnen suchten leicht erhöhte Standorte auf Gräsern und anderen niedrig wachsenden Pflanzen auf, während die Männchen in niedriger Höhe zwischen den Pflanzen umherflogen und nach kopulationsbereiten Königinnen suchten. Es kam vor, dass aus einer Kolonie nur Männchen oder nur Königinnen ausflogen. Meist war jedoch die Zahl der Männchen weit größer als die der Königinnen, und nur selten waren viel mehr Königinnen als Männchen ausgeschwärmt. In diesen Fällen gab es auf der Schwarmfläche kaum Flugaktivität, da sich die Männchen ohne Unterlass paarten.
Die Männchen sterben kurz nach dem Hochzeitsflug. Die befruchteten Königinnen suchen einen geeigneten Platz für die Gründung einer neuen Kolonie und brechen ihre Flügel ab. Unbefruchtete Eier entwickeln sich zu Männchen, während aus befruchteten Weibchen hervorgehen. Ob sich eine Arbeiterin oder eine Königin entwickelt scheint von der Ernährung der Larven abzuhängen.

### Nahrung

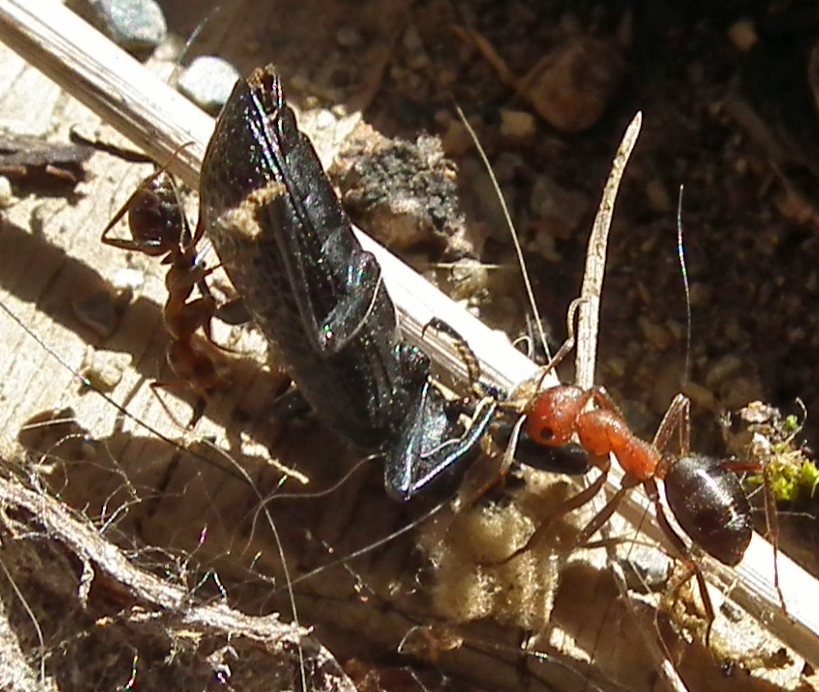
Formica obscuripes beim Überwältigen eines Käfers, am Shuswap Lake, British Columbia, Kanada

Formica obscuripes ernährt sich vor allem von Honigtau, den die kleinen und mittelgroßen Arbeiterinnen als Ausscheidungsprodukt von verschiedenen Schnabelkerfen (Hemiptera) gewinnen. Zu den Lieferanten gehören vor allem Blattläuse (Aphidina), Schildläuse (Coccoidea) und Buckelzirpen (Membracidae) auf Bäumen und anderer Vegetation in der Nähe des Ameisennests. Den Transport des Honigtaus von den Ernteplätzen zu den primären Nestern, bisweilen auch mit sekundären Nestern als Zwischenstationen, übernehmen meist die großen Arbeiterinnen. Nur gelegentlich werden auch kleine Arbeiterinnen beim Transport von Honigtau zwischen den Ernteplätzen und sekundären Nestern beobachtet.
Für die Honigtau liefernden Insekten bieten die Ameisen einen gewissen Schutz vor Fressfeinden und Nahrungskonkurrenten, aus diesem Grund ist ihre Zahl auf Zweigen mit Formica obscuripes deutlich größer. Darüber hinaus profitieren die Wirtspflanzen von geringeren Fraßschäden auf den von Formica obscuripes und ihren Honigtau-Lieferanten besiedelten Zweigen. Die Diversität von Insektenarten, die Blätter zusammenrollen und als Unterschlupf nutzen, ist auf Zweigen mit Formica obscuripes deutlich größer.
Neben dem Honigtau bildet während der Blüte der Spätblühenden Traubenkirsche deren Nektar eine Nahrungsquelle. Formica obscuripes wird von dem über mehrere Wochen nach dem Aufblühen verfügbaren Nektar angezogen. Zu dieser Zeit befinden sich an den Pflanzen auch junge Schmetterlinge der Art Malacosoma americanum, die überwältigt und verzehrt werden. Einen weiteren Bestandteil der Nahrung bilden Insekten anderer Arten und andere Gliederfüßer (Arthropoda). Bei ihnen handelt es sich teilweise um Schädlinge, so dass die Beziehungen zwischen Formica obscuripes und den Blattläusen und anderen Honigtau-Lieferanten sowie deren Wirtspflanzen und Nektar-Lieferanten als ein mutualistisches System angesehen werden können.

### Verteidigung und Beschaffung von Baumaterial
Wie andere Schuppenameisen kann Formica obscuripes zur Verteidigung einen Strahl von Ameisensäure aus dem Ende des Abdomens abgeben. Es wurde beobachtet, dass Arbeiterinnen von Pflanzen in der Umgebung der Nester die Rinde an der Basis abschälen, und Ameisensäure in den Kambiumring spritzen. Das scheint das Absterben der Pflanzen herbeizuführen, die daraufhin vertrocknen, zerfallen und von den Ameisen als Baustoff zur Erweiterung der Streukuppeln ihrer Nester genutzt werden.

### Ameisengäste und Sozialparasiten
Als eine weit verbreitete und stellenweise die Ameisenfauna dominierende Art ist Formica obscuripes der Wirt einer Vielzahl von Ameisengästen. Zu ihnen gehören mindestens zwei Arten Ameisengrillen der Gattung Myrmecophilus, Myrmecophilus manni und Myrmecophilus nebrascensis. Die Beziehung zwischen Formica obscuripes und der 2,3 bis 4,0 Millimeter langen Myrmecophilus manni ist in Kolonien im Südosten des Bundesstaats Washington näher untersucht worden. Das Verbreitungsgebiet der Art erstreckt sich von Washington und Idaho im Norden bis nach Mexiko und sie wurde in den Nestern von mindestens dreizehn verschiedenen Ameisenarten vorgefunden. Im Untersuchungsgebiet war Formica obscuripes der Hauptwirt, bei dem mehr als die Hälfte der Nesthügel mit Myrmecophilus manni besiedelt war. Die Anzahl der Grillen in einer Kolonie reichte von 15 bis 300. Die in den Hügelnestern der Ameisen lebenden Grillen werden von den Arbeiterinnen im Allgemeinen angegriffen und entkommen nur durch ihre ständige Fluchtbereitschaft und ihre schnellen Reaktionen. Durch das Nachahmen des Informationsaustauschs der Ameisen mittels Antennenkreuzen gelingt es Myrmecophilus manni, die Arbeiterinnen zur Trophallaxis zu motivieren und mit Nahrung versorgt zu werden. Sie betasten auch häufig die Körper von Ameisen um Nahrungspartikel oder den Geruch der Wirte aufzunehmen. Die 1,1 Millimeter langen Eier von Myrmecophilus manni sind jenen von Formica obscuripes sehr ähnlich. Mitte Juli schlüpfen die Grillen in allen Ameisenkolonien gleichzeitig, auch wenn die Nesthügel kilometerweit voneinander entfernt sind. Wahrscheinlich wird der Termin der Eiablage durch die Photoperiodik bestimmt, während die Dauer der Entwicklung durch die Temperatur in den Nesthügeln bestimmt wird. Für die Ausbreitung von einem Nesthügel zum nächsten und zwischen den Kolonien nutzen die Ameisengrillen die Ameisenstraßen, die einander häufig kreuzen.
Formica obscuripes ist der Wirt von mehreren nicht artspezifischen Schwebfliegen (Syrphidae) der Gattung Microdon, Microdon albicomatus, Microdon cothurnatus und Microdon xanthopilis. Für Microdon xanthopilis ist sie der Typuswirt und im Bundesstaat Washington deren häufigster Wirt. Die adulten Schwebfliegen sind im Norden der Vereinigten Staaten von Mai bis Juni aktiv, selten länger, und die Weibchen legen nach der Paarung ihre Eier in den Nesthügeln der Ameisen ab. Die Larven der Fliegen ähneln in ihrer äußeren Erscheinung Nacktschnecken oder Schildläusen und wurden von Biologen wiederholt als solche beschrieben. Die frisch geschlüpften Larven ziehen tief nach unten in das Ameisennest, an die Trennlinie zwischen der Streuschicht und dem Boden oder wenig tiefer. Dort häuten sie sich mehrmals und überwintern als drittes Larvenstadium. Im folgenden Frühjahr wandern sie wieder nach oben und verpuppen sich nahe der Oberfläche. Die Häutung zum Imago findet in der Nacht statt, um Angriffe der Arbeiterinnen zu vermeiden. Mit nur einer Generation jährlich, einer großen Zahl vergleichsweise kleiner Eier, einer langen Entwicklung vom Ei bis zur Larve und mehreren Wirten verfolgen die genannten Arten die gleiche Reproduktionsstrategie. Es ist nicht bekannt, ob sie sich wie einige andere Arten der Gattung Microdon parasitisch von Ameisenlarven oder von anderer organischer Substanz ernähren.

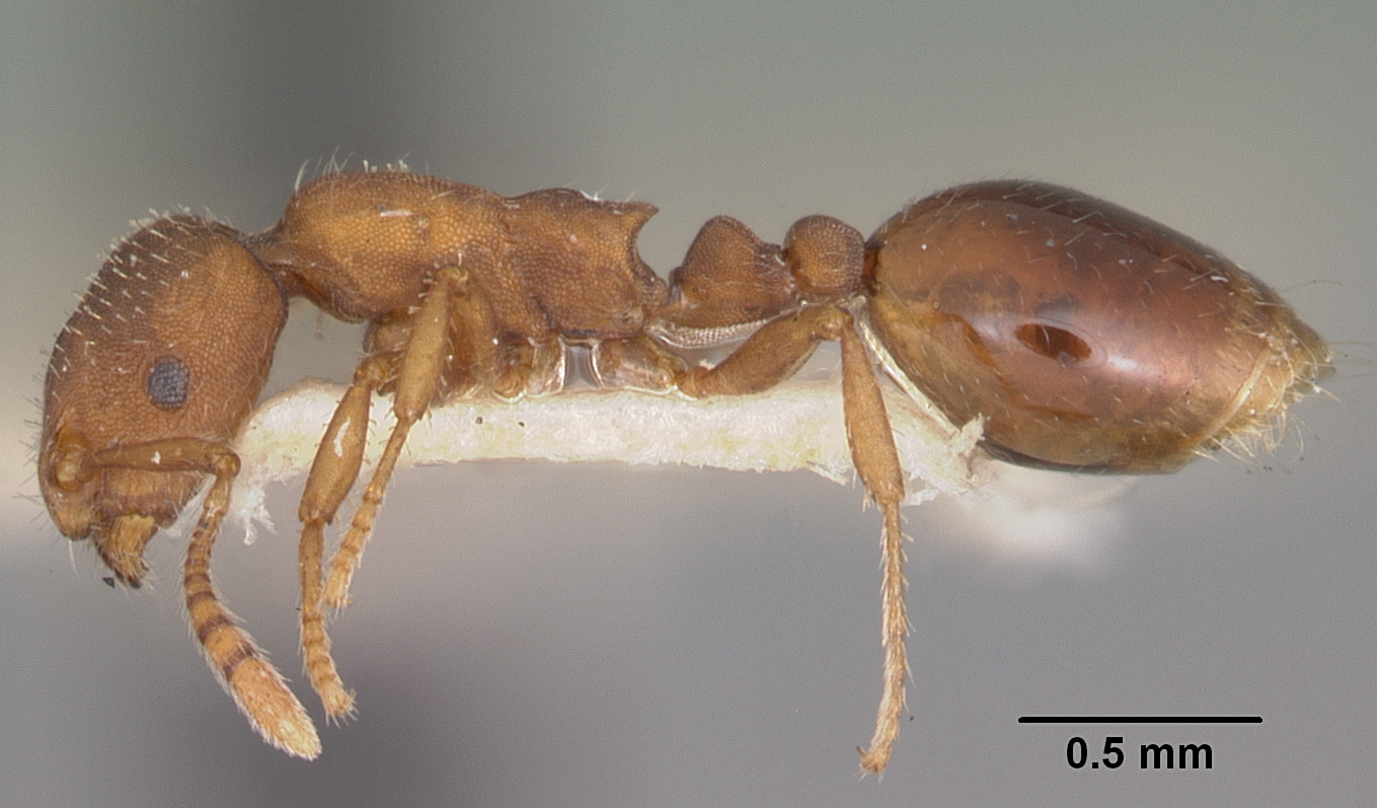
Formicoxenus diversipilosus

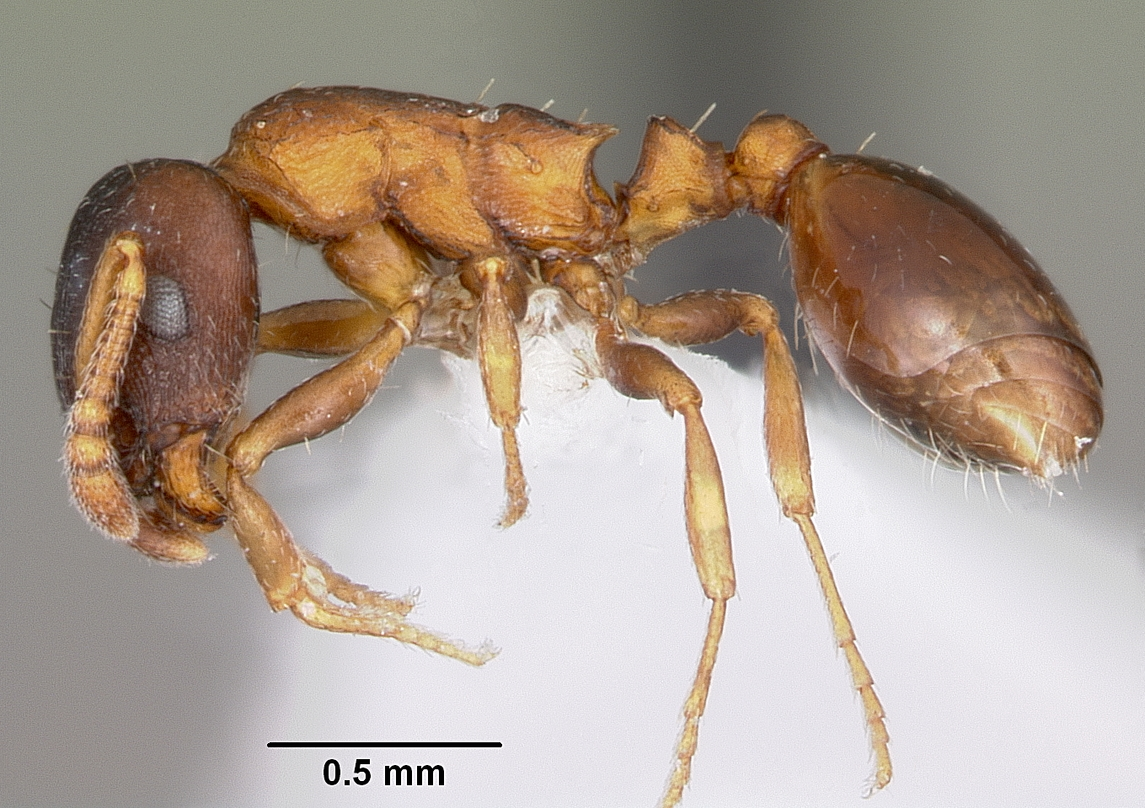
Leptothorax muscorum

Auch mehrere Ameisenarten leben in den Nesthügeln von Formica obscuripes. Für Formicoxenus diversipilosus ist mit Formica haemorrhoidalis nur ein weiterer Wirt bekannt, ohne ihre Wirte sind die Kolonien dieser Art nicht überlebensfähig. Von den Individuen dieser Art verlassen nur die geflügelten Männchen und Weibchen zur Paarung das Nest des Wirts. Leptothorax muscorum hat ein breiteres Wirtsspektrum, ihre Kolonien können ohne Wirtskolonie überleben und die Art lebt gelegentlich neben Formicoxenus diversipilosus in derselben Kolonie von Formica obscuripes. Adulte Formicoxenus und Leptothorax bewegen sich frei im ganzen Nesthügel. Geflügelte Männchen und Weibchen werden meist nahe der Oberfläche vorgefunden, während Arbeiterinnen und Königinnen in tieferen Bereichen des Nesthügels leben. Dort richten sie ihre eigenen über das Nest des Wirts verteilten Teilkolonien und Brutkammern in Klumpen von Zweigen und Wurzeln oder in ausgehöhlten Zweigen ein. Dabei wählen sie Bereiche, die von Formica obscuripes nicht besucht werden. Die Wirtsameisen ignorieren die Gäste oder begegnen ihnen nur dann mit leichter Aggression, wenn das Nest durch eine äußere Ursache gestört wurde. Wenn es zu einer Begegnung einer Ameise der Art Formicoxenus diversipilosus mit einem der deutlich größeren Wirte kommt, bleibt sie sofort stehen und drückt sich an den Boden. Die Wirtsameise betastet sie kurz und setzt dann ihren Weg fort. Es kommt vor, dass ein Individuum von Formicoxenus diversipilosus sich während der Trophallaxis zwischen zwei Formica obscuripes drängt und am Nahrungsaustausch teilnimmt. Die Art ist auch zur selbsttätigen Aufnahme von Nahrung fähig. Möglicherweise werden von den Wirten bestimmte Nährstoffe bezogen, die wegen der versteckten Lebensweise tief im fremden Nesthügel nicht selbst beschafft werden können.
Formica talbotae ist eine seltene Ameise, die nur aus dem nördlichen Mittleren Westen der Vereinigten Staaten bekannt ist. Sie lebt obligatorisch in den Nestern schwacher und zugrunde gehender Kolonien von Formica obscuripes, die ihre Königinnen verloren haben. Da es sich bei Formica talbotae um eine Art ohne eigene Arbeiterkaste handelt, ist sie für die Versorgung der Brut auf Arbeiter des Wirts angewiesen. Der Wirt kann jedoch ohne eigene Königinnen keine Arbeiter mehr hervorbringen, sodass die Anzahl der Arbeiter durch altersbedingten oder anders verursachten Tod ständig abnimmt. Dadurch geht die ganze Kolonie nach einiger Zeit unter. Diese Form des Parasitismus ist bei Ameisen selten, und Formica talbotae ist die erste Art der Gattung Waldameisen, bei denen permanenter Sozialparasitismus oder Inquilinismus nachgewiesen wurde.

## Systematik
Formica obscuripes wurde von Auguste Forel in seinem Werk Espèces nouvelles de fourmis américaines 1886 erstbeschrieben. Sie galt zunächst als Form oder Unterart der paläarktischen Roten Waldameise Formica rufa und wurde bei einer Revision der Gattung durch den bedeutenden Ameisenforscher William Morton Wheeler 1913 endgültig in den Artrang erhoben, was sich seither durchgesetzt hat. Innerhalb der Gattung Formica wird sie der typischen Untergattung Formica s. str. zugeordnet. Die hügelbauenden Roten Waldameisen der Formica rufa-Artengruppe sind in der Paläarktis weitaus artenreicher als in der Nearktis. Ob diese eine gemeinsame Klade bilden oder sich dieses Merkmal jeweils konvergent entwickelt hat, ist bisher nicht bekannt.